# Ophrion flava
Ophrion flava är en tvåvingeart som först beskrevs av Townsend 1919.  Ophrion flava ingår i släktet Ophrion och familjen parasitflugor.
Artens utbredningsområde är Guyana. Inga underarter finns listade i Catalogue of Life.